# Grand Prix Formule 1 van België 1979
De Grand Prix Formule 1 van België 1979 werd gehouden op 13 mei 1979 op Zolder.

## Uitslag
| Pos. | Nr. | Coureur                | Constructeur       | Rondes | Tijd / Oorzaak uitval | Grid | Punten |
| ---- | --- | ---------------------- | ------------------ | ------ | --------------------- | ---- | ------ |
| 1    | 11  | Jody Scheckter         | Ferrari            | 70     | 1:39:59.53            | 7    | 9      |
| 2    | 26  | Jacques Laffite        | Ligier-Ford        | 70     | +15,36 s              | 1    | 6      |
| 3    | 3   | Didier Pironi          | Tyrrell-Ford       | 70     | +35,17 s              | 12   | 4      |
| 4    | 2   | Carlos Reutemann       | Lotus-Ford         | 70     | +46,49 s              | 10   | 3      |
| 5    | 29  | Riccardo Patrese       | Arrows-Ford        | 70     | +1:04.31              | 16   | 2      |
| 6    | 7   | John Watson            | McLaren-Ford       | 70     | +1:05.85              | 19   | 1      |
| 7    | 12  | Gilles Villeneuve      | Ferrari            | 69     | +1 Ronde              | 6    |        |
| 8    | 9   | Hans Joachim Stuck     | ATS-Ford           | 69     | +1 Ronde              | 20   |        |
| 9    | 14  | Emerson Fittipaldi     | Fittpaldi-Ford     | 68     | +2 Rondes             | 23   |        |
| 10   | 17  | Jan Lammers            | Shadow-Ford        | 68     | +2 Rondes             | 21   |        |
| 11   | 4   | Jean-Pierre Jarier     | Tyrrell-Ford       | 67     | +3 Rondes             | 11   |        |
| DNF  | 25  | Patrick Depailler      | Ligier-Ford        | 46     | Ongeluk               | 2    |        |
| DNF  | 20  | James Hunt             | Wolf-Ford          | 40     | Ongeluk               | 9    |        |
| DNF  | 27  | Alan Jones             | Williams-Ford      | 39     | Elektrisch probleem   | 4    |        |
| DNF  | 1   | Mario Andretti         | Lotus-Ford         | 27     | Remmen                | 5    |        |
| DNF  | 6   | Nelson Piquet          | Brabham-Alfa Romeo | 23     | Motor                 | 3    |        |
| DNF  | 5   | Niki Lauda             | Brabham-Alfa Romeo | 23     | Motor                 | 13   |        |
| DNF  | 16  | René Arnoux            | Renault            | 22     | Turbo                 | 18   |        |
| DNF  | 35  | Bruno Giacomelli       | Alfa Romeo         | 21     | Ongeluk               | 14   |        |
| DNF  | 18  | Elio de Angelis        | Shadow-Ford        | 21     | Ongeluk               | 24   |        |
| DNF  | 30  | Jochen Mass            | Arrows-Ford        | 17     | Spin                  | 22   |        |
| DNF  | 31  | Héctor Rebaque         | Lotus-Ford         | 13     | Transmissie           | 15   |        |
| DNF  | 15  | Jean-Pierre Jabouille  | Renault            | 13     | Turbo                 | 17   |        |
| DNF  | 28  | Clay Regazzoni         | Williams-Ford      | 1      | Ongeluk               | 8    |        |
| DNQ  | 8   | Patrick Tambay         | McLaren-Ford       |        |                       |      |        |
| DNQ  | 24  | Arturo Merzario        | Merzario-Ford      |        |                       |      |        |
| DNQ  | 22  | Derek Daly             | Ensign-Ford        |        |                       |      |        |
| DNQ  | 36  | Gianfranco Brancatelli | Kauhsen-Ford       |        |                       |      |        |

## Statistieken
| Pole-position | Jacques Laffite   | Ligier-Ford | 1:21.13 |
| Snelste ronde | Gilles Villeneuve | Ferrari     | 1:23.09 |

## Noot
- Dit was de vijftigste Grand Prix-start voor een Nederlandse coureur.
- Dit was de vijfde pole position voor Jacques Laffite en de tiende pole position voor een Franse coureur.
- Vijfde snelste ronde voor Gilles Villeneuve en voor een Canadese coureur.
- Eerste podiumplaats voor Didier Pironi.

1925 · 1930 · 1931 · 1933 · 1934 · 1935 · 1937 · 1939 · 1947 · 1949 · 1950 · 1951 · 1952 · 1953 · 1954 · 1955 · 1956 · 1958 · 1960 · 1961 · 1962 · 1963 · 1964 · 1965 · 1966 · 1967 · 1968 · 1970 · 1972 · 1973 · 1974 · 1975 · 1976 · 1977 · 1978 · 1979 · 1980 · 1981 · 1982 · 1983 · 1984 · 1985 · 1986 · 1987 · 1988 · 1989 · 1990 · 1991 · 1992 · 1993 · 1994 · 1995 · 1996 · 1997 · 1998 · 1999 · 2000 · 2001 · 2002 · 2004 · 2005 · 2007 · 2008 · 2009 · 2010 · 2011 · 2012 · 2013 · 2014 · 2015 · 2016 · 2017 · 2018 · 2019 · 2020 · 2021 · 2022 · 2023 · 2024 · 2025 · 2026 · 2027 · 2029 · 2031